# 三菱東京製薬
三菱東京製薬株式会社（みつびしとうきょうせいやく、英文・Mitsubishi-Tokyo Pharmaceuticals, Inc.）は、かつて存在した日本の製薬会社。三菱化学（現・三菱ケミカル）の100%子会社であり、三菱グループに属していた。

## 会社概要
- 1999年（平成11年）10月1日、三菱グループ傘下の医薬品事業再編により、三菱化学の医薬カンパニーと東京田辺製薬が合併し設立した。

- 「シンプル」・「フラット」・「マーケットオリオンテッド」・「ハーモニー」を基本コンセプトとする組織構造を持つ。

- 2001年（平成13年）10月1日、武田薬品工業の100%子会社であったウェルファイドと合併し、三菱ウェルファーマ株式会社となった。

## 沿革
東京田辺製薬
三菱化学 医薬カンパニー
三菱東京製薬発足後
- 1999年（平成11年）
  - 1月21日 - 東京田辺製薬及び三菱化学の両社が合併契約書に調印。
  - 4月1日 - 連結関連会社としてティー・ティー・ファーマ株式会社を設立。
  - 7月21日 - 高コレステロール血症治療剤「コレバイン」発売。
  - 9月24日 - 東京田辺製薬が上場廃止。
  - 10月1日 - 三菱化学の医薬カンパニーと東京田辺製薬が合併、医薬事業部門を分社化・事業統合し、「三菱東京製薬株式会社」が設立。「東日本支社」及び「西日本支社」を開設。
- 2000年（平成12年）
  - 2月7日 - 馬油成分を配合した石鹸「夕顔夢美人」を発売。
  - 3月9日 - 天然型ビタミンEを配合したビタミン主薬製剤「ビタプレEU錠」を発売。
  - 4月1日 - 代表取締役社長に冨澤龍一が就任。
  - 4月7日 - 外用消炎鎮痛薬「サロメチールL」、鎮痒消炎薬「サロメチールかゆみ止め」を発売。
  - 8月1日 - インドメタシン配合外用消炎鎮痛薬「サロメチールパップM」発売。
  - 10月1日 - 横浜研究所とかずさ研究所を統合し、医薬総合研究所を設置。各事業所の組織であった営業所と出張所を統合し、各オフィスに昇格。
  - 11月1日 - ウェルファイドとの合併契約書に調印。
- 2001年（平成13年）
  - 2月1日 - ビタミンCを配合した一般用医薬品としてビタミン主薬製剤「アスコル2000」発売。
  - 3月22日 - 点眼薬「メポタフレッシュ」発売。
  - 4月1日 - ヨーロッパ及びロンドンにおける海外関連会社・「MTPヨーロッパ社」を設立。
  - 6月1日 - 医療用向け製品として、フリーラジカルスカベンチャー脳保護剤「ラジカット注30mg」を発売。
  - 10月1日 - ウェルファイドを存続会社として合併し、「三菱ウェルファーマ株式会社」を設立。これに伴い、登記上の本店・本社を、旧・ウェルファイド本社（大阪府大阪市中央区平野町）に移転。

## 企業キャッチコピー

### 企業理念・倫理
- わたしたちは豊かな地球の未来と人々の健康を願い、生命（いのち）の神秘を探求しつづけます。
- 三菱東京製薬、私たちが守る10の誓い

### 企業スローガン
- Creating healthy solutions すこやかなあなたの笑顔がみたいから

## 事業所一覧
2001年（平成13年）9月30日終了時点
- 本社 - 東京都中央区日本橋本町二丁目2番6号。閉鎖、解体済。

支社・支店・物流センター
- 東日本支社 - 閉鎖、解体済。
- 西日本支社 - 閉鎖、解体済。
- 北海道支店 - 閉鎖済。
- 東北支店
- 東京支店
- 中関東支店
- 東関東支店
- 西関東支店
- 上信越支店
- 名古屋支店
- 大阪支店 - 閉鎖、解体済。
- 京都支店
- 神戸支店
- 中国支店
- 四国支店
- 九州支店 - 閉鎖、解体済。
- 足利物流センター - 閉鎖済。

事業所・研究所・製造所・工場
- 鹿島事業所 - 事業譲渡済。
- 鹿島事業所 製薬技術開発センター - 閉鎖済。
- 医薬総合研究所〈横浜地区〉- 現・田辺三菱製薬　横浜事業所。
- 医薬総合研究所〈かずさ地区〉- 閉鎖済。
- 中標津製造所 - 閉鎖済。
- 梅田工場 - 閉鎖し、老朽化のため解体済。
- 足利工場 - 事業譲渡済。
- いわき工場 - 事業譲渡済。
- 黒崎工場 - 閉鎖済。

オフィス
- 札幌オフィス
- 旭川オフィス
- 函館オフィス
- 釧路オフィス
- 仙台オフィス
- 青森オフィス
- 盛岡オフィス
- 秋田オフィス
- 山形オフィス
- 郡山オフィス
- 中央オフィス
- 城南オフィス
- 城東オフィス
- 城北オフィス
- 多摩オフィス
- さいたまオフィス
- 川越オフィス
- 宇都宮オフィス
- 水戸オフィス

- 千葉オフィス
- 松戸オフィス
- 新潟オフィス
- 高崎オフィス
- 松本オフィス
- 横浜オフィス
- 湘南オフィス
- 北陸オフィス
- 静岡オフィス
- 浜松オフィス
- 名古屋オフィス
- 名古屋東オフィス
- 岡崎オフィス
- 岐阜オフィス
- 津オフィス
- 京都オフィス
- 大阪オフィス
- 阪奈オフィス
- 北大阪オフィス

- 堺オフィス
- 神戸オフィス
- 姫路オフィス
- 広島オフィス
- 岡山オフィス
- 山口オフィス
- 米子オフィス
- 高松オフィス
- 松山オフィス
- 徳島オフィス
- 高知オフィス
- 福岡オフィス
- 北九州オフィス
- 佐賀オフィス
- 長崎オフィス
- 熊本オフィス
- 大分オフィス
- 鹿児島オフィス
- 沖縄オフィス

## 事業内容
- 医薬品の研究開発・製造・販売

## 主要製品一覧
医療用医薬品
- 循環器用薬
- 呼吸器官用薬
- 消化器官用薬
- ホルモン剤
- 外皮用薬
- 血液用薬
- 体液用薬
- 腫瘍用薬
- アレルギー用薬
- 神経系用薬
- ビタミン剤
- 高脳血症用薬
- その他の代謝性医薬品
- その他の医薬品

一般用医薬品
- サロメチール
- サロメチールL
- サロメチール・ソフト
- サロメチール・ゾル
- サロメチールパップ
- サロメチールパップM
- サロメチールかゆみ止め
- サロメKゼリー
- メポタAL-X
- メポタフレッシュ
- ウルソS錠
- ハイウルソ錠
- ハイウルソ顆粒
- ハイウルソグリーン
- ハイウルソエース内服液
- 薬草胃腸内服液
- ナイスパンS
- サンベリンS錠
- チミコデカプセル
- チミコデかぜ錠
- チミコデかぜシロップ小児用
- チミコデDX顆粒
- チミコデ鼻炎カプセル
- チミコデシロップN
- チミコデソフトカプセル
- チミコデトローチDX
- チミコデうがい薬
- アスコル顆粒
- アスコル2000
- アスビタンデルマ
- ビタプレBB
- ビタプレEU錠
- ハイボンL錠
- サニビタクイン
- サニビタU内服液
- 好効丹

医薬部外品
- 夕顔夢美人
- エバクレーム

飼料添加物
- リボフラビン

動物用医薬品
- 動物用・水産用ウルソ-5%
- ウルソH注射液
- ウルソV注射液1000

血清
- 準胎児血清（PFCS）
- 胎児血清（MFCS）
- 新生仔牛血清（NBCS）
- 成牛血清（BOVINE）

健康食品
- フェナール
- 夕顔美人粉末
- くろ酢乾燥エキス

原材料用医薬品
- 日局ウルソデオキシコール酸
- 日局リボフラビン
- 日局酪酸リボフラビン
- 日局リン酸リボフラビンナトリウム
- 各種ステロイド

販売受託製品
- 循環器及び呼吸器官用薬
- 抗リウマチ薬

## 提供番組
- 産経テレニュースFNN（日曜日の昼生放送ニュース番組枠・関東ローカルスポンサー、フジテレビ）
- NNNニューススポット（金曜日20時54分のスポットニュース生放送番組枠・関東ローカルスポンサー、日本テレビ）